# Fargesia subflexuosa
Fargesia subflexuosa är en gräsart som beskrevs av Tong Pei Yi. Fargesia subflexuosa ingår i släktet bergbambusläktet, och familjen gräs. Inga underarter finns listade i Catalogue of Life.